# Plouhinec
Plouhinec é uma comuna francesa na região administrativa da Bretanha, no departamento Finisterra. Estende-se por uma área de 28,1 km². Em 2010 a comuna tinha 4 080 habitantes (densidade: 145,2 hab./km²).